# Þorkell Þorgeirsson
Þorkell hák Þorgeirsson (Thorkel Thorgeirsson, n. 985) fue un vikingo y bóndi de Ljósavatn, Suður-Þingeyjarsýsla en Islandia. Era hijo de Þorgeir Ljósvetningagoði. Es un personaje de la saga de Njál, y de la saga Ljósvetninga.
En la saga de Njál, Þorkell se muestra hostil a Skarphedin Njalsson, a quien considera «infortunado y perverso» (ógæfusamligr ok illmannligr).

## Herencia
Las sagas nórdicas omiten el nombre de su esposa, pero sin embargo aparecen tres hijos conocidos: Hrafn Þorkelsson, Guðrún Þorkelsdóttir (n. 1012) que también aparece en la saga de Njál, y Oddbjörn (n. 1014).